# Sparganothis mcguinnessi
Sparganothis mcguinnessi es una especie de polilla del género Sparganothis, categorizada en la tribu Sparganothini, de la subfamilia Tortricinae.
Fue descrita por Powell & Brown en 2012 y publicada en The Moths of North America 8.1: 77.

## Distribución
Se distribuye por América del Norte: Estados Unidos, en Nueva York, en Shelter Island, Mashomak Preserve.